# 出雲ケーブルビジョン
出雲ケーブルビジョン株式会社（いずもケーブルビジョン、Izumo Cable Vision K.K.・略称：ICV）は、島根県出雲市（平田地域を除く）をエリアとするケーブルテレビ局である。

## 歴史
- 1985年（昭和60年）11月 - 設立。
- 1992年（平成4年）4月 - 開局。当初はNHK松江総合・NHK松江教育・日本海テレビ・山陰放送・山陰中央テレビを再送信していた。なお、当初はテレビ朝日系、テレビ東京系は放送されていなかった。
- 1995年（平成7年）
  - 6月1日 - TSCテレビせとうちの再送信を開始。
  - 10月1日 - KSB瀬戸内海放送の再送信を開始。
- 2006年（平成18年）
  - 4月1日 - C13chがCNNからウェザーニュースに変更。
  - 10月1日 - NHK松江、地元民放のデジタル放送を開始。
- 2007年（平成19年）3月1日 - C42chのパソコンTV!放送終了に伴い、大人の趣味と生活向上◆アクトオンTVの放送を開始。
- 2008年（平成20年）
  - 8月1日 - 自主放送、気象災害情報のデジタル放送を開始。
  - 11月1日 - IP電話サービスを開始。
- 2010年（平成22年）7月1日 - 山陰放送等との協議により、テレビ朝日系列局をKSB瀬戸内海放送から広島ホームテレビへ変更、併せてデジタル放送を開始（トランスモジュレーション方式のみの提供のため、視聴にはSTBが必須）。
- 2011年（平成23年）
  - 5月31日 - C16chの衛星劇場、C17chのスター・チャンネル、C18chのWOWOW、C28chのグリーンチャンネルの配信を終了。
  - 6月15日 - TSCテレビせとうちのデジタル放送を開始（トランスモジュレーション方式のみの提供のため、視聴にはSTBが必須）。
  - 7月1日 - BS1・BSプレミアムのアナログ放送をデジアナ変換方式に変更。
  - 7月24日 - 区域外・BS（NHKを除く）・CSのアナログ放送を終了。同時にNHK松江・地元民放のデジアナ変換を開始（気象災害情報は2chに変更）。
- 2015年（平成27年）3月16日 - 12:00にデジアナ変換終了。
- 2017年（平成29年）4月3日 - 新社屋完成。

## サービスエリア
- 島根県出雲市（平田地域を除く）

## 主な放送チャンネル

### 地上波系列別再放送局
| NHK-G   | NHK-E   | NNN/NNS      | ANN              | JNN            | TXN            | FNN/FNS            | JAITS |
| ------- | ------- | ------------ | ---------------- | -------------- | -------------- | ------------------ | ----- |
| NHK松江 | NHK松江 | 日本海テレビ | 広島ホームテレビ | 山陰放送テレビ | テレビせとうち | さんいん中央テレビ |       |

### テレビ局
セットトップボックスには放送切り替え機能がついており、以下の3種類から選択する方式を採用している。
- 地上デジタル放送
- BSデジタル放送
- CSデジタル放送（JC-HITS）

| デジタル（ID） | 放送局                             |
| -------------- | ---------------------------------- |
| 011(1)         | 日本海テレビ                       |
| 021(2)         | NHK松江Eテレ                       |
| 031(3)         | NHK松江総合                        |
| 051(5)         | 広島ホームテレビ（STB視聴）        |
| 061(6)         | BSSテレビ                          |
| 071(7)         | TSCテレビせとうち（STB視聴）       |
| 081(8)         | さんいん中央テレビ                 |
| 111(11)        | コミュニティチャンネル（自主放送） |
| 121-122(12)    | 気象災害情報・お悔やみ情報         |
| 2K BS放送      |                                    |
| 101(1)         | NHK BS                             |
| 141(4)         | BS日テレ                           |
| 151(5)         | BS朝日                             |
| 161(6)         | BS-TBS                             |
| 171(7)         | BSテレ東                           |
| 181(8)         | BSフジ                             |
| 191-193(9)     | WOWOW                              |
| 200-201(10)    | BS10・BS10スターチャンネル         |
| 211(11)        | BS11イレブン                       |
| 222(12)        | BS12トゥエルビ                     |
| 231            | 放送大学テレビ                     |
| 260            | J:COM BS                           |
| 265            | BSよしもと                         |
| 531            | 放送大学ラジオ                     |
| 4K 8K BS放送   |                                    |
| 101(1)         | NHK BSプレミアム4K                 |
| 141(4)         | BS日テレ 4K                        |
| 151(5)         | BS朝日 4K                          |
| 161(6)         | BS-TBS 4K                          |
| 171(7)         | BSテレ東 4K                        |
| 181(8)         | BSフジ 4K                          |
| CS放送         |                                    |
| J513           | フジテレビNEXT HD                  |
| J514           | フジテレビONE HD                   |
| J515           | フジテレビTWO HD                   |
| J522           | MONDO TV HD                        |
| J524           | 囲碁・将棋チャンネル HD            |
| J525           | LaLa TV HD                         |
| J526           | ディズニー・チャンネル HD          |
| J528           | ディズニージュニア HD              |
| J530           | J SPORTS 3 HD                      |
| J531           | J SPORTS 1 HD                      |
| J532           | J SPORTS 2 HD                      |
| J533           | J SPORTS 4 HD                      |
| J534           | スカイA HD                         |
| J535           | GAORA SPORTS HD                    |
| J536           | 日テレジータス HD                  |
| J537           | ゴルフネットワーク HD              |
| J541           | 釣りビジョン HD                    |
| J546           | WOWOWプラス HD                     |
| J548           | チャンネル銀河 HD                  |
| J551           | ファミリー劇場 HD                  |
| J552           | 日本映画専門チャンネル HD          |
| J553           | 時代劇専門チャンネル HD            |
| J555           | スーパー!ドラマTV HD               |
| J556           | ムービープラス HD                  |
| J557           | アクションチャンネル HD            |
| J558           | ミステリーチャンネル HD            |
| J562           | TBSチャンネル2 HD                  |
| J563           | 衛星劇場 HD                        |
| J564           | 東映チャンネル HD                  |
| J565           | TBSチャンネル1 HD                  |
| J566           | テレ朝チャンネル HD                |
| J567           | 日テレプラス HD                    |
| J568           | ホームドラマチャンネル HD          |
| J569           | V☆パラダイス HD                    |
| J570           | スペースシャワーTV HD              |
| J571           | Mnet HD                            |
| J572           | MTV HD                             |
| J574           | 歌謡ポップスチャンネル HD          |
| J582           | アニマックス HD                    |
| J583           | AT-X HD                            |
| J592           | CNNj HD                            |
| J596           | ディスカバリーチャンネル HD        |
| J598           | ヒストリーチャンネル HD            |
| J700           | えんてれ                           |
| J709           | ICV情報カメラ                      |
| J710           | ショップチャンネル                 |
| J711           | QVC                                |
| J820           | グリーンチャンネル HD              |
| J821           | グリーンチャンネル2 HD             |
| J960           | プレイボーイチャンネル HD          |
| J961           | レインボーチャンネル HD            |
| J962           | ミッドナイトブルー                 |
| J963           | パラダイステレビ HD                |
| J964           | チェリーボム                       |
| J965           | レッドチェリー                     |

- デジタル放送はJC-HITSを使用している。
- 区域外放送を除く地上デジタルテレビジョン放送、自主放送チャンネルはパススルー配信も行っているため、地上デジタル対応テレビ・レコーダー・チューナーで視聴可能。

### ラジオ局
| 周波数(MHz) | 放送局           |
| ----------- | ---------------- |
| 77.4        | V-air            |
| 79.4        | NHK松江ラジオ第1 |
| 80.1        | エフエムいずも   |
| 84.5        | NHK松江FM        |
| 87.1        | BSSラジオ        |
|             | NHK松江ラジオ第2 |

111chのデータ放送でも聴取可能。